# 小行星7591
小行星7591（英語：7591）是一颗围绕太阳公转的小行星。1992年11月18日，上田清二、金田宏在钏路市发现了此天体。
这颗小行星的绝对星等为237.4875078106958等。